# エフロン・アトキン
エフロン・アトキン （本名：ヘブライ語：עפרון אטקין、英語表記：Efron Etkin, 
1952年12月29日 - 2012年1月16日) は イスラエルの男性俳優、声優、音響監督。

## 人物
『小さなアヒルの大きな愛の物語 あひるのクワック』のドルフ役、『くまのプーさん』シリーズのピグレット、『ドラゴンボールZ』のヤムチャ役やギニュー役など、イスラエルの声優としてテレビアニメや映画のヘブライ吹き替えで大活躍していた。
また、舞台やテレビでも出演した。
出演だけではなく、舞台演出や音響監督でも活躍していた。
2011年秋に、癌のため療養中だったが、2012年1月16日に死去。59歳没。突然の死はイスラエル声優界やファンに衝撃を与えた。

## 後任
エフロンの死後、持ち役を引き継いだ人物は以下の通り。
- ガディ・レヴィ - 『爆丸バトルブローラーズ メクタニウムサージ』: アナウンサー、『ドラゴンボール超』: ヤムチャ、ギニュー
- ギルアド・クレテル - 『爆丸バトルブローラーズ メクタニウムサージ』：マルチョの父

## 出演作品

### テレビアニメ
- おおきいあかい クリフォード (クリフォード)
- アトミック・ベティ (役名表記なし)
- アバター 伝説の少年アン (役名表記なし)
- アラジンの大冒険 (役名表記なし)
- イン・ヤン・ヨー! (役名表記なし)
- ウィッチ -W.I.T.C.H.- (セドリック、他数)
- オーバン・スターレーサーズ (役名表記なし)
- ガーゴイルズ (役名表記なし)
- 怪盗カルメンサンディエゴ (役名表記なし)
- キム・ポッシブル (モンキー・フィスト、ヒーゴー、他数)
- キッドvsキャット (役名表記なし)
- 銀河パトロールPJ (役名表記なし)
- 新くまのプーさん (ピグレット)
  - プーさんといっしょ (ピグレット)
- 原始家族フリントストーン (役名表記なし) ※ジュニアー・チャンネル版のみ
- ジャスティス・リーグ (役名表記なし)
- スーパー・ロボット・モンキー・チーム・ハイパーフォース GO! (スパークス)
- すすめ!オクトノーツ (役名表記なし)
- スマーフ (グランパスマーフ (二代目)、他数)
- ソニックX (エスピオ・ザ・カメレオン、ジェローム)
- 小さなアヒルの大きな愛の物語 あひるのクワック (ドルフ、他数)
- ライオン・キングのティモンとプンバァ  (役名表記なし)
- デジモンテイマーズ (ロブ・マッコイ、バベル、ハグルモン、他数)
- トータリー・スパイズ! (役名表記なし)
- ドーラといっしょに大冒険 (役名表記なし)
- 東京ミュウミュウ (役名表記なし)
- ドラえもん ( (先生、他数)
- ドラゴンボールシリーズ
  - ドラゴンボールZ (ヤムチャ、カリン様、ブリーフ博士、海亀、ギニュー、ベジータ (第71話のみ)、他数)
  - ドラゴンボールZ たったひとりの最終決戦～フリーザに挑んだZ戦士 孫悟空の父～ (トオロ)
- トランスフォーマーシリーズ
  - トランスフォーマー カーロボット (破壊忍者ウォーズ、音速公安官ジェイフォー)
  - トランスフォーマー アニメイテッド (ブラー、スクラッパー (第26話)、メルトダウン (二代目))
- 爆丸バトルブローラーズシリーズ (カトー (初代))
  - 爆丸バトルブローラーズ (シュンの祖父、マルチョの父、エクセドラ、ナガ、他数)
  - 爆丸バトルブローラーズ ニューヴェストロイア (ウィルダ、他数)
  - 爆丸バトルブローラーズ ガンダリアンインベーダーズ (ウルファング (3代目)、プリシオン、アナウンサー、他数)
- ハックルベリィの冒険 (役名表記なし)
- ベン10 (役名表記なし)
- 地上最強のエキスパートチーム G.I.ジョー (デューク (初代))
- 人魚姫 マリーナの冒険 (海王)
- パパはグーフィー (役名表記なし)
- バットマン:ブレイブ&ボールド (マーリン、ドクター・ケイナス、ナブ、ジャービス・コード、シネストロ、他数) ※シーズン1のみ
- ビューティフル ジョー (翼翔怪人チャールズIII世)
- フォスターズ・ホーム (警察官)
- ポケットモンスターシリーズ
  - ポケットモンスター (グルー)
  - ポケットモンスター アドバンスジェネレーション (センリ)
  - ポケットモンスター ダイヤモンド&パール (ナナカマド博士 (二代目)、コダマ博士)
- ボスコアドベンチャー (オッター、フードマン) ※最終回新収録のみ
- ボボボーボ・ボーボボ (首領パッチ)
- マシュランボー (ペイゲル、ヘタレー)
- ミュータント・タートルズ (1987版) (バクスター・ストックマン博士〈二代目〉 他数)
- ミュータント タートルズ (2003版) (スプリンター〈二代目〉 他数)
- リサとガスパール (ガスパールの父)
- リトル・マーメイド (役名表記なし) ※ビデオ版/90年代テレビ版
- ロックマンエグゼ (役名表記なし)
- ONE PIECE (キャプテン・クロ、ヨサク、他数)
- ワンダー・ペッツ (役名表記なし)
- わんぱくダック夢冒険 (役名表記なし)

### 劇場アニメ
- アトランティス 失われた帝国 (役名表記なし)
- アントブリー (役名表記なし)
- イカボードとトード氏 (モール、審査員、警察官)
- オープン・シーズン (役名表記なし)
- 王様と私 (オートン船長)
- 崖の上のポニョ (役名表記なし)
- ガフールの伝説 (ガフール兵士)
- くまのプーさんシリーズ (ピグレット)
  - くまのプーさん 完全保存版
  - ティガー・ムービー プーさんの贈りもの
  - くまのプーさん 完全保存版II ピグレット・ムービー
  - くまのプーさん ザ・ムービー/はじめまして、ランピー!
  - くまのプーさん (2011年の映画)
- ザ・シンプソンズ MOVIE (カーニバルの客引き)
- シンデレラ (ジャック)
- スター・ウォーズ/クローン・ウォーズ (ウルフ・ユラーレン、ナレーター)
- スピリット (役名表記なし)
- ターザン (役名表記なし)
- ダイナソー (役名表記なし)
- トイ・ストーリー (役名表記なし)
- トイ・ストーリー2 (役名表記なし)
- 塔の上のラプンツェル (役名表記なし)
- ドラゴンボール劇場版シリーズ
  - ドラゴンボール 神龍の伝説 (ヤムチャ)
  - ドラゴンボール 魔神城のねむり姫 (ヤムチャ、海亀)
  - ドラゴンボール 摩訶不思議大冒険 (ヤムチャ、カリン様)
  - ドラゴンボールZ 超サイヤ人だ孫悟空 (ブリーフ博士、アンギラ)
  - ドラゴンボールZ 地球まるごと超決戦 (ヤムチャ)
  - ドラゴンボールZ とびっきりの最強対最強 (カリン様)
  - ドラゴンボールZ 燃えつきろ!!熱戦・烈戦・超激戦 (ブリーフ博士、パラガス)
  - ドラゴンボールZ 銀河ギリギリ!!ぶっちぎりの凄い奴 (ヤムチャ、ブージン)
  - ドラゴンボール 最強への道 (ヤムチャ、海亀)
- トランスフォーマー ザ・ムービー (スパイク、ランブル)
- 長くつ下のピッピ (セッターグレン氏、フリードフ)
- ノートルダムの鐘 (役名表記なし)
- バグズ・ライフ (モルト)
- バンビ (役名表記なし)
- ピーター・パン (役名表記なし)
- ピーター・パン2 ネバーランドの秘密 (エドワード)
- ビアンカの大冒険 (バーナード)
  - ビアンカの大冒険 ゴールデン・イーグルを救え! (バーナード)
- 美女と野獣 (役名表記なし)
- プリンス・オブ・エジプト (アロン)
- プリンセスと魔法のキス (役名表記なし)
- ページマスター (ホラー)
- ホーム・オン・ザ・レンジ にぎやか農場を救え! (役名表記なし)
- マダガスカル (役名表記なし)
- 魔法の剣 キャメロット (ライオネル)
- Mr.インクレディブル (バーニー・クロップ)
- ムーラン (役名表記なし)
- モンスターズ・インク (役名表記なし)
- ファインディング・ニモ (アンカー、歯科医師)
- ラグラッツ・ムービー (チャールズ・"チャズ"・フィンスター)
- ラマになった王様 (役名表記なし)
- リロ・アンド・スティッチ (役名表記なし)
- ロビン・フッド (ロビン・フッド)
- ロボッツ (役名表記なし)

### OVA
- 101匹わんちゃんII パッチのはじめての冒険 (ポンゴ)
- アラジン完結編 盗賊王の伝説 (チャブス)
- オープン・シーズン2 ペット vs 野生のどうぶつたち (ロベルト)
- ガーフィールド3 (チャールズ)
- くまのプーさんシリーズ (ピグレット)
  - くまのプーさん クリストファー・ロビンを探せ!
  - くまのプーさん ルーの楽しい春の日
- トムとジェリー ワイルドスピード (ハリウッド大頭領、ピエロ)
- ディズニー短編アニメーション (役名表記なし) ※ビデオ版とDVD版のみ
- バットマン・ザ・フューチャー　蘇ったジョーカー (パンプキン)
- 美女と野獣 ベルの素敵なプレゼント (薪割)
- 美女と野獣 ベルのファンタジーワールド (ヴェブスター)
- ポカホンタスII/イングランドへの旅立ち (役名表記なし)
- ミッキー、ドナルド、グーフィーの三銃士  (ビーグル兄弟)
- ラマになった王様2 クロンクのノリノリ大作戦 (イッピ、他)
- リトル・マーメイドII Return to The Sea (役名表記なし)
- スティッチ!ザ・ムービー (ルーベン)
- わんわん物語II (ジム・ディア)

### 実写
- アリス・イン・ワンダーランド (役名表記なし)
- キャッツ & ドッグス (キャリコ)
- サンダーバード (ゴードン・トレーシー)
- シャーロットのおくりもの (役名表記なし)
- スパイキッズ (フェリックス・ガム、デブリン)
- スパイキッズ2 失われた夢の島 (フェリックス・ガム)
- 点子ちゃんとアントン (役名表記なし)
- ナルニア国物語/第3章: アスラン王と魔法の島 (役名表記なし)
- ハリー・ポッターと秘密の部屋 (ルシウス・マルフォイ)
- ハリー・ポッターと不死鳥の騎士団 (リーマス・ルーピン)
- ベイブ (ホゲット夫妻の娘婿、他数)
- Mr.ズーキーパーの婚活動物園 (ユルゲン・モロッコ)

## 参加作品

### テレビアニメ
- すすめ!オクトノーツ (演出)
- ミュータント タートルズ (2003版) (演出 (シーズン3から))
- 爆丸バトルブローラーズシリーズ (演出 (初代)、USA版主題歌詞翻訳)
  - 爆丸バトルブローラーズ
  - 爆丸バトルブローラーズ ニューヴェストロイア
  - 爆丸バトルブローラーズ ガンダリアンインベーダーズ
  - 爆丸バトルブローラーズ メクタニウムサージ ※没後、USA版主題歌詞翻訳のみ
- ボスコアドベンチャー (演出) ※最終回新収録のみ

### 劇場アニメ
- ガフールの伝説 (演出)

### 実写
- キャッツ & ドッグス 地球最大の肉球大戦争 (演出)
- ナルニア国物語/第3章: アスラン王と魔法の島 (演出)
- Mr.ズーキーパーの婚活動物園 (演出)